# 1975 a tudományban
Az 1975. év a tudományban és a technikában.

## Díjak
- Nobel-díjak
  - Fizikai Nobel-díj: Aage Niels Bohr, Ben Roy Mottelson, James Rainwater
  - Fiziológiai és orvostudományi Nobel-díj: David Baltimore, Renato Dulbecco, Howard Martin Temin
  - Kémiai Nobel-díj: John Warcup Cornforth, Vladimir Prelog

## Születések
- július  17. – Terence Tao ausztrál-amerikai matematikus
- november 11. – Gregory Reid Wiseman amerikai űrhajós

## Halálozások
- február 8. – Robert Robinson Nobel-díjas angol szerves kémikus (* 1886)
- február 14. – Julian Huxley angol biológus, zoológus, szakíró (* 1887)
- szeptember 10. – George Paget Thomson angol fizikus (* 1892)
- november 5. – Edward Lawrie Tatum megosztott Nobel-díjas amerikai genetikus (* 1909)
- november 11. – Theodosius Dobzhansky ukrajnai születésű amerikai genetikus, zoológus (* 1900)
- november 27. – Korach Mór Kossuth-díjas vegyészmérnök, az MTA tagja, a műszaki kémia úttörő alakja (* 1888)